# Legmoin (département)
Legmoin est un département du Burkina Faso situé dans la province du Noumbiel de la région Sud-Ouest. Sa population totale est de 13 387 habitants en 2006.

## Villages
Le département comprend un village chef-lieu (populations en 2006) :
- Legmoin (1 155 habitants)

et de 44 villages :
- Bognatéon (165 habitants)
- Bopiel (602 habitants)
- Dakpolo-Folapouo (298 habitants)
- Dakpolo-Gompar (336 habitants)
- Dankana (406 habitants)
- Dankana-Ipala (222 habitants)
- Dankana-Nabagoné (350 habitants)
- Dassara (154 habitants)
- Dazouba (365 habitants)
- Déloutéon (136 habitants)
- Douotaon (130 habitants)
- Ferkané (234 habitants)
- Galiré (387 habitants)
- Kala (102 habitants)
- Kiriblé (456 habitants)
- Koulbié (166 habitants)
- Koulé (1 180 habitants)
- Kour (515 habitants)
- Kpadier (111 habitants)
- Nibiétéon (263 habitants)
- Opor-Badouor (387 habitants)
- Opor-Kakalapouor (93 habitants)
- Opor-Séguéré (193 habitants)
- Opor-Tankoli (136 habitants)
- Ouadiel (333 habitants)
- Ouelba (468 habitants)
- Palior (229 habitants)
- Piri (273 habitants)
- Pontiel (67 habitants)
- Silom-Bagoné (430 habitants)
- Silom-Dabori (138 habitants)
- Silom-Folapouo (218 habitants)
- Silom-Nabatéon (109 habitants)
- Tiékel (290 habitants)
- Toupar (206 habitants)
- Voubé-Gompar (191 habitants)
- Voubé-Tanzou (241 habitants)
- Yapotéon (291 habitants)
- Zinka-Folapouo (265 habitants)
- Zinka-Kpoko (517 habitants)
- Zinka-Tol (100 habitants)
- Zinsiéré (116 habitants)
- Zinzour (62 habitants)
- Zinzour-Polo (301 habitants)